# سوزان ماكيني ستيوارد
سوزان ماكيني ستيوارد (بالإنجليزية: Susan McKinney Steward)‏ هي كاتِبة وسفرجات وطبيبة أمريكية، ولدت في 7 مارس 1847 في Crown Heights, Brooklyn ‏ في الولايات المتحدة، وتوفيت في 7 مارس 1918 في ويلبرفورس في الولايات المتحدة.